# Victor Yoran
Victor Yoran (russisch Виктор Йоран; * 25. Juni 1937 in Moskau als Wiktor Aparzew) ist ein russischer Violoncellist und Komponist.

## Leben
Yoran studierte bei Mstislaw Rostropowitsch und schloss sein Studium 1962 ab. Er folgten ausgedehnte Tourneen durch die Sowjetunion, Rumänien und Bulgarien, sowie eine Auszeichnung beim Prager Frühling. 1970 kehrte Yoran von einer Reise nach Österreich nicht zurück und ließ sich in Israel nieder, wo er seine Karriere unter einem neuen Namen – Victor Yoran – begann. Seiner Frau, der Pianistin Stella Goldberg und ihrem damals 7-jährigen Sohn, wurde die Ausreise lange Zeit verweigert. Nachdem sich Diplomaten und Aktivisten für sie eingesetzt hatten, konnte sie 1984 ausreisen. Später emigrierte die Familie nach Deutschland. Ein weiterer Sohn ist der Unternehmer und Autor Gabriel Yoran.
In Israel lehrte Yoran an der Rubin Academy of Music und leitete ein Kammerorchester. Wiederholt trat er als Solist in Konzerten des Israel Philharmonic hervor, unter anderem mit den Cellokonzerten von Schumann, Lalo und Chatschaturjan. Von Israel aus unternahm Yoran mehrere Konzertreisen nach England, in deren Verlauf er sich in Konzerten des Royal Philharmonic Orchestra mit dem Cellokonzert von Dvořák profilierte. Yehudi Menuhin, der Yoran damals hörte, bezeichnete ihn als einen der beeindruckendsten Cellisten, die er je gehört habe. Weitere Tourneen, vorwiegend mit Werken für Cello solo, führten Yoran in die Vereinigten Staaten (Philadelphia, Washington D.C. und New York) und nach Norwegen. 1976 wurde Yoran vom Radio-Sinfonie-Orchester Frankfurt als Erster Solocellist verpflichtet, mit dem er in zahlreichen Konzerten hervortrat: Unter Leitung der Dirigenten Eliahu Inbal, Václav Neumann sowie Vladimir Ashkenazy spielte er die Cellokonzerte von Honegger, Prokofjew und das Doppelkonzert von Brahms, sowie "Shelomo" von Bloch und "Don Quixote" von Richard Strauss.
Sein umfangreiches kammermusikalisches Repertoire präsentierte er in Duoabenden mit der Pianistin Irina Lein-Edelstein sowie in zahlreichen Rundfunkaufnahmen. 1992 legte er eine CD-Einspielung der sechs Solosuiten von Bach vor. 1993 kehrte Yoran nach 24 Jahren erstmals in seine Heimat zurück: In St. Petersburg spielte er mit dem ebenso eigenwilligen Pianisten Valery Afanassiev und der Geigerin Lydia Dubrovskaya während des Festivals "Weiße Nächte von St. Petersburg". Über das 1995 von Yoran komponierte "Duo für Violine und Tuba" schrieb der Berliner Tagesspiegel: "Um die Annäherung der beiden konträren Instrumente zu vollenden, besitzt Yoran 'Geschmack und überdies die größte Kompositionswissenschaft', um ein großes Wort Joseph Haydns über seinen Kollegen Mozart hier einmal gelassen anzuwenden."
2005 nahm er zwei Violinwerke Bachs, die er erstmals auf dem Cello spielt, auf. Im September 2011 erscheint eine Einspielung von Werken Rachmaninows – die Sonate für Cello und Klavier in g-moll, op. 19 sowie die Vocalise op. 34 Nr. 14, beide gemeinsam mit der Pianistin Elena Smolanskaya.
Victor Yoran lebt in Berlin. Er spielt ein italienisches Instrument von Giovanni Grancino aus dem Jahre 1700.

## Violinwerke auf dem Cello
Zu seinen bemerkenswertesten Aufnahmen gehören die Sonaten und Partiten für Violine solo (Bach) von Johann Sebastian Bach, die Yoran auf dem Cello spielt. Seinen ungewöhnlichen Entschluss, diese Werke auf dem Cello zu spielen, begründet Yoran so:

„Kein Mensch würde den hohen Wert der Bachschen Cellosuiten in Frage stellen – man denke nur an die überschwängliche Lyrik des Prelude in d-Moll, die edle Schönheit der Sarabande in c-Moll, die unnachgiebige, zauberische Motorik des Prelude in C-Dur oder die schnörkelhafte, durch alle seelischen Labyrinthe geisternde Allemande in D-Dur.

Und doch – wenn die Cellosuiten den Violinsonaten und -partiten gegenüberstehen, wird man sich des Unterschiedes schnell bewusst. Allein die Grandiosität solcher Sätze wie der Fuga C-Dur oder der Ciaccona, der fulminante Glanz des Preludio E-Dur oder die geniale Monotonie des Andante aus der Sonata in a-Moll: neben solchen Felsblöcken verblasst die relativ bescheidene Anmut der Cellowerke.

Nun stellt sich die Frage, ob Werke solchen Formates von einer Violine gänzlich ausgeschöpft werden können, einem Instrument, das sich zwar in die höchsten Tonlagen aufzuschwingen vermag, dessen tiefste Note aber lediglich das ‚kleine g‘ ist. Um Bachs geistiger Tiefe und Schwere gerecht zu werden, bedarf es auch tonlicher Tiefe und Schwere.“

## Kritiken
“Victor Yoran is a player who has become one with his instrument and who put over the surging tunes with tremendous élan and dramatic force. […] his interpretations are individual, extremely dramatic, intensely serious. His personality as a performer is as strong as his technique; what marks him out as an exceptional player is that he never seems to work against the music.”

“The aura that is Yoran.”

„Er ist ein Cellist russischer Schule und entlockt seinem Instrument auch im Forte scheinbar ohne Anstrengung noch warme, runde Farbigkeit.“